# 凍結解凍覚醒法
凍結解凍覚醒法（とうけつかいとうかくせいほう）とは植物の細胞を時間をかけて徐々に冷却して凍結させることにより、耐寒性を備えさせる技術。田中節三が提案した。

## 概要
開発の発端はバナナ等、熱帯地域や亜熱帯地域に生息する熱帯植物もかつて氷期には現在の温帯と同程度の気温の環境下で生息していたという事実に基づき、耐寒性を備えた遺伝子を発現させる目的で凍結時の細胞保護剤として濃度対流と氷結晶速度の相関関係に注意しながら適正濃度に調製された動物細胞保護用のトレハロース溶液に対象作物の種子または成長細胞塊を熱帯植物の適正活性化温度に維持し、適正時間の含浸処理を施し、それを時間(半年間)をかけて-60℃まで冷却して凍結させ、また時間をかけて解凍するという外部ストレスを与えることで眠っていた遺伝子が機能して、発芽以降の熱帯植物に極めて速い成長速度と耐寒性が発現した。かつて氷河期には生育に適した温暖な時期が限られていたため、本能的に成長速度を速め、結実させることで子孫を残す仕組みがあったとされる。これまで230種類以上の熱帯植物などが、温帯地域で栽培可能になった。
凍結解凍覚醒法処理後の植物には情報伝達遺伝子のRNA増加現象が確認され、それにより、細胞分裂速度（細胞増殖速度）が加速して成長速度が速まる。成長速度が速まる事で結実などに必要な日照や積算気温が少なくて済み、結果的に耐寒性があるという現象が発生しているとされる。

## 主な作物
- パイナップル - 通常は花穂が出るまで1年以上を要するが、凍結解凍覚醒法によりわずか半年で開花・結実に至る[3]。
- バナナ - 半年で実をつけはじめ、9ヶ月目で収穫可能になり、収量は通常1株1房であるのに対して、4〜6房まで増加するとされる[3]。

## 特許
- 『植物の特性を増強する方法』 特願2017- 88327
- 『植物の健康診断システム』 特願2017-103129